# Corpeau
Corpeau is een gemeente in het Franse departement Côte-d'Or (regio Bourgogne-Franche-Comté). De plaats maakt deel uit van het arrondissement Beaune. Corpeau telde op 1 januari 2022 962 inwoners.

## Geografie
De oppervlakte van Corpeau bedroeg op 1 januari 2022 4,67 vierkante kilometer; de bevolkingsdichtheid was toen 206 inwoners per km².
De onderstaande kaart toont de ligging van Corpeau met de belangrijkste infrastructuur en aangrenzende gemeenten.

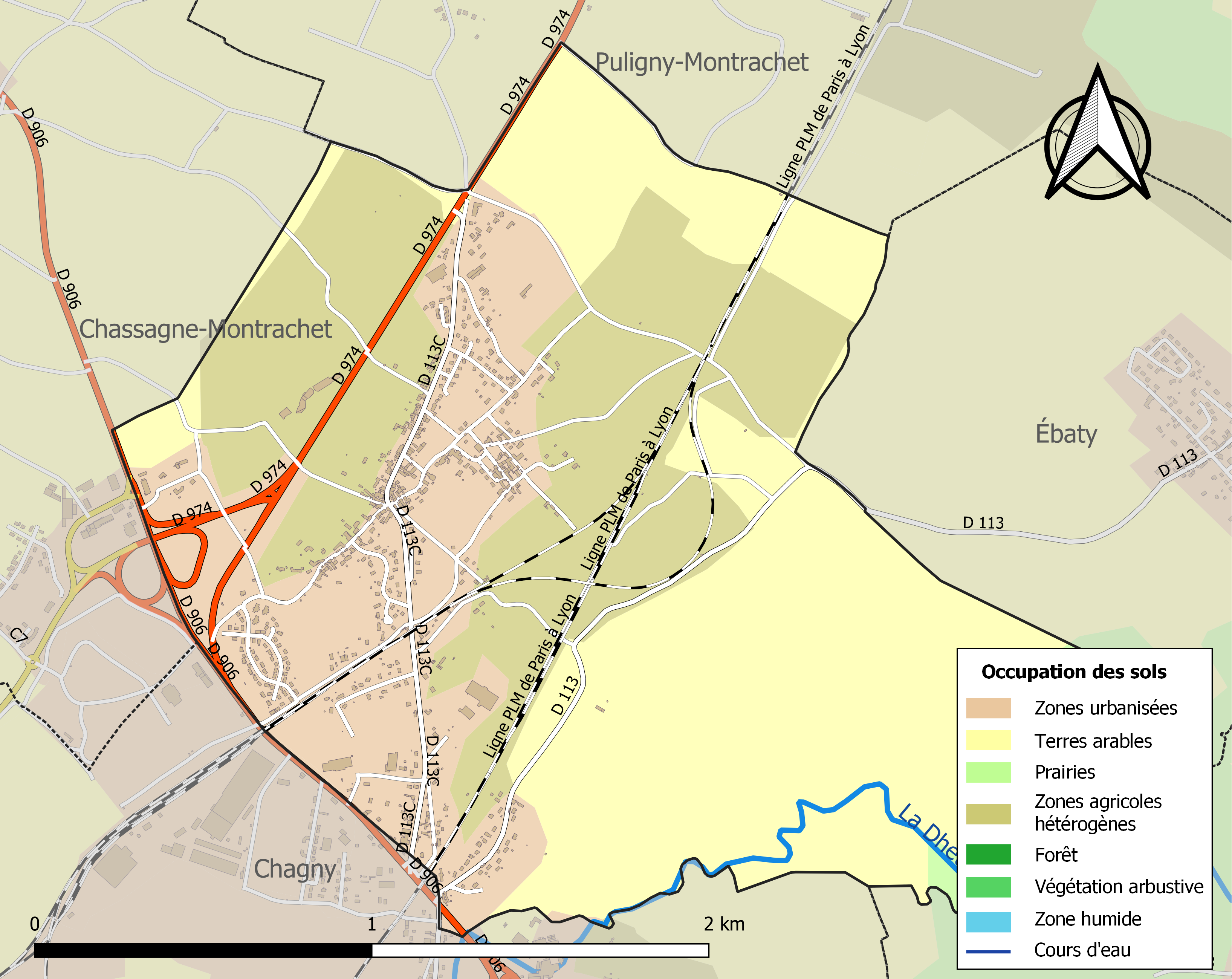

## Demografie
Onderstaande figuur toont het verloop van het inwonertal (bron: INSEE-tellingen).